# Leonard Robinson
Pour les articles homonymes, voir Robinson.
Leonard Eugene Robinson, né le 4 octobre 1951 à Jacksonville, Floride, est un joueur américain de basket-ball ayant évolué aux Bullets de Washington (1974-1977), aux Hawks d'Atlanta (1977), au Jazz de La Nouvelle-Orléans (1977-1979), aux Suns de Phoenix (1979-1982) et aux Knicks de New York (1982-1985).

## Biographie
Connu sous le surnom de « Truck », Leonard Robinson utilise sa force physique, son intelligence de jeu et son adresse au tir pour devenir l'un des meilleurs ailiers de la fin des années 1970 et du début des années 1980. Il possède la force physique d'un ailier fort et la mobilité d'un ailier. Robinson dispute onze saisons en NBA. Élu All-Star à deux reprises, il connait sa meilleure saison avec le Jazz de La Nouvelle-Orléans en 1977-1978, quand il inscrit 22,7 points de moyenne et est meilleur rebondeur de la NBA avec 15,7 rebonds par match. Il est nommé dans la All NBA First Team.
À sa sortie de l'université d'État du Tennessee, Robinson est sélectionné par les Bullets de Washington au deuxième tour de la draft 1974. Lors de sa saison rookie en 1974-1975, Robinson attend sur le banc derrière Elvin Hayes et Mike Riordan, inscrivant 5,8 points en 13,1 minutes par match. Il apporte une petite contribution à l'équipe des Bullets qui atteint les Finales NBA, s'inclinant face aux Warriors de Golden State en quatre matchs.
Il double son temps de jeu lors de sa deuxième saison, améliorant considérablement ses statistiques. Mais ce n'est que lors de la saison 1976-1977, quand les Bullets l'envoyent aux Hawks d'Atlanta contre Tom Henderson et un choix de draft, que Robinson devient un joueur majeur. Lors de cette saison partagée entre les Bullets et les Hawks, Robinson inscrit 19,0 points et 10,8 rebonds.
Au début de la saison 1977-1978, Robinson signe en tant que free agent avec le Jazz de La Nouvelle-Orléans, ceux-ci envoyant Ron Behagen en compensation. Lors de sa seule saison complète avec le Jazz, Robinson réalise la meilleure saison de sa carrière. Il devient alors l'un des rares joueurs n'évoluant pas au poste de pivot à devenir meilleur rebondeur de la ligue, captant 15,7 rebonds par match. Il réalise aussi sa meilleure moyenne de points en carrière (22,7 points par match), participant à son premier All-Star Game et est nommé dans la All-NBA First Team.
Le Jazz, entraîné par Elgin Baylor, réalise un bilan de 39 victoires - 43 défaites, mais rate les playoffs pour la quatrième fois dans leurs quatre ans d'existence.
Robinson continue sur sa lancée lors de la saison 1978-1979, avec des moyennes de 24,2 points et 13,4 rebonds durant ses 43 premiers matchs. Mais le 12 janvier 1979, le Jazz transfère Robinson aux Suns de Phoenix. Les Suns renforcent leur banc de touche et, lors des 26 derniers matchs, Robinson inscrit 16,0 points en 29,1 minutes par match. Phoenix remporte 50 matchs cette saison-là, atteignant la Finale de la Conférence Ouest avant de s'incliner face aux SuperSonics de Seattle en sept matchs.
Lors des trois saisons suivantes avec les Suns, Robinson compile au moins 17 points et 9 rebonds chaque année. À la suite de la saison 1981-1982, il est transféré aux Knicks de New York contre Maurice Lucas. En 1982-1983, Robinson connait la pire saison de sa carrière, avec des moyennes de 9,5 points et 8,1 rebonds. Les fans commencent à se plaindre du « truck with four flat tires » (« camion avec quatre pneus gonflés »). Il dispute une dernière saison complète avec New York avec des résultats similaires en 1984-1985.
En 11 saisons NBA, Robinson compile 11 988 points, 7267 rebonds, 1348 passes décisives en 772 matchs.

## Pour approfondir
- Liste des meilleurs rebondeurs en NBA par saison.